# Pilèntum

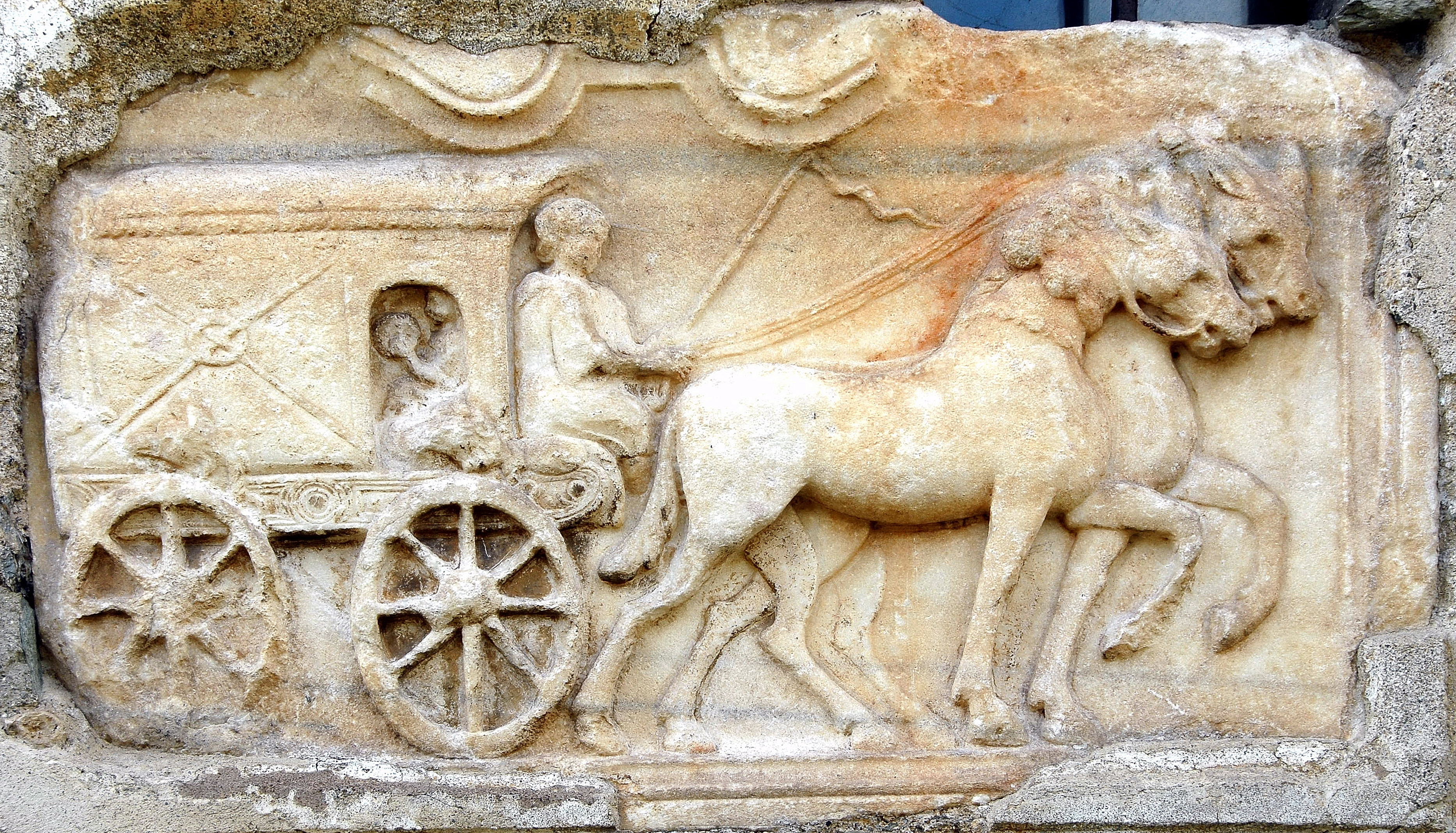
Relleu d'una tomba: viatge als inferns

Un pilèntum (llatí: pilentum) era un esplèndid carruatge de quatre rodes, que portava a les matrones romanes, als flamines i a les vestals a les processons sagrades i per anar a alguns jocs, especialment als jocs circenses, segons diuen Virgili i Horaci.
Portava una coberta aguantada amb quatre pals i estava obert pels costats, de manera que es podia veure qui hi anava i els passatgers podien veure a la gent. El carro pròpiament dit s'anomenava arca o capsus, el mateix nom que tenia l'espai pels passatges al carruatge anomenat císium. L'arca estava coberta de coixins pels passatgers i hi havia un espai per posar-hi els vasos sagrats i altres elements necessaris
Aquesta distinció la va concedir el senat romà a les matrones en agraïment per haver donat les seves joies a l'estat en un moment de necessitat, quan es va derrotar la ciutat de Veïs, segons diu Titus Livi. També hi tenien dret les verges vestals. El pilentum es distingia del carpèntum perquè tenia quatre rodes i perquè no portava cortines laterals, i de l'harmamaxa perquè anava estirada només per dos cavalls.